# Joseph Sherman
Joseph Sherman (geboren 5. März 1944 in Johannesburg; gestorben 20. März 2009 in Oxford) war ein südafrikanischer Literaturwissenschaftler des Jiddischen.

## Leben
Joseph Sherman war ein Sohn des Shimon Leib Sherman und der Ella Helen Kirschner. Sein Vater war um die Jahrhundertwende aus Europa nach Transvaal ausgewandert. Die Familiensprache war Jiddisch, in der sein Onkel Jacob Mordecai Sherman (1885–1958) und auch sein Vater belletristische Werke verfassten. Er wuchs in bescheidenen Verhältnissen auf und besuchte die Schule King David, Victory Park. Er machte 1964 einen Bachelor in englischer Literatur an der University of the Witwatersrand und arbeitete anschließend als Schullehrer an der King Edward VII School, Johannesburg, von 1966 bis 1975 war er stellvertretender Direktor an der King David High School. 1968 machte er nebenher einen Bachelor Honours, 1974 einen Master of Arts. 1988 wurde er mit einer Dissertation über die Romane Isaac Bashevis Singers promoviert.
Er ging 1976 als Lecturer für englische Literatur an die University of the Witwatersrand und wurde dort 1985 Senior Lecturer und 1996 Associate Professor. Seit 1984 war er mit der Lehrerin Karen Anne Durbach verheiratet. Er war von 1987 bis 1995 Vorsitzender der South African Association of Jewish Studies. Sherman wurde 2002 in den Altersruhestand versetzt und übernahm in der Folge noch eine Stelle für Jiddistik am Oxford Centre for Hebrew and Jewish Studies der Oxford University, wohin er mit seiner Frau zog.
Sherman übersetzte 1998 für Farrar, Straus and Giroux Isaac Bashevis Singers Roman Shotns baym Hodson (Schatten über dem Hudson) aus dem Jiddischen ins Englische, der von Singer 1957/58 in der Zeitung Forverts veröffentlicht worden war. Ebenso von David Bergelson dessen Roman Descent. Er übersetzte und edierte jiddische Kurzgeschichten von Isaac Meir Weissenberg, Lamed Shapiro, Singer und Bergelson in der New Yorker Zeitschrift Midstream.
Sherman schrieb in der YIVO Encyclopedia of Jews in Eastern Europe unter anderem den Artikel über Schalom Asch. Er erhielt 2007 den Judaica Reference Award for Writers in Yiddish.

## Schriften (Auswahl)
- David Bergelson: After All is Said and Done. Übersetzung Joseph Sherman. Ohio University Press, 1977
- (Hrsg.): From a Land Far Off. 1987  (Sammlung jiddischer Autoren aus Südafrika).
- Reuben Musiker, Joseph Sherman (Hrsg.): Waters out of the Well : Essays in Jewish studies. University of the Witwatersrand, 1988
- Isaac Bashevis Singer: Shadows on the Hudson. Übersetzung Joseph Sherman. 1998
- David Bergelson: Descent. Übersetzung und Einführung Joseph Sherman. New York : Modern Language Association of America, 1999
- The Jewish Pope, Myth, Diaspora and Yiddish Literature. Oxford: Boulevard, 2004
- Joseph Sherman, Ritchie Robertson (Hrsg.): The Yiddish presence in European literature : inspiration and interaction; selected papers arising from the Fourth and Fifth Mendel Friedman conferences in Yiddish. Oxford : Legenda, 2005
- Joseph Sherman, Gennady Estraikh (Hrsg.): David Bergelson: from modernism to socialist realism. London : Legenda, 2007
- (Hrsg.): A captive of the dawn. The life and work of Peretz Markish (1895–1952). London : Legenda, 2011
- (Hrsg.): From Revolution to Repression: Soviet Yiddish Writing 1917–1952. Nottingham : Five Leaves, 2012
- (Hrsg.): Dictionary of Literary Biography: v.333: Writer's in Yiddish, 2007